# Gare de Dinozé
La gare de Dinozé est une halte ferroviaire française, fermée, de la ligne d'Épinal à Bussang. Elle est située à Dinozé, à quelques kilomètres au sud d'Épinal, préfecture du département des Vosges, en région Grand Est.

## Situation ferroviaire
Édifiée à 355 mètres d'altitude. Elle est située au point kilométrique (PK) 5,233 de la ligne d'Épinal à Bussang, entre les gares ouvertes d'Épinal et d'Arches. Elle se situe entre les viaducs de Bertraménil et de Dinozé, peu avant la bifurcation où le raccordement de Dinozé se raccorde à la ligne d'Épinal à Bussang.

## Histoire
Mentionnée sur la carte d'état-major de 1950, elle n'apparaît plus sur l'édition de 1982 des renseignements techniques de la ligne.
Halte située au niveau d'un passage à niveau, elle a en effet été fermée en septembre 1980, lors de l'automatisation de ce dernier.